# Anna Korecká

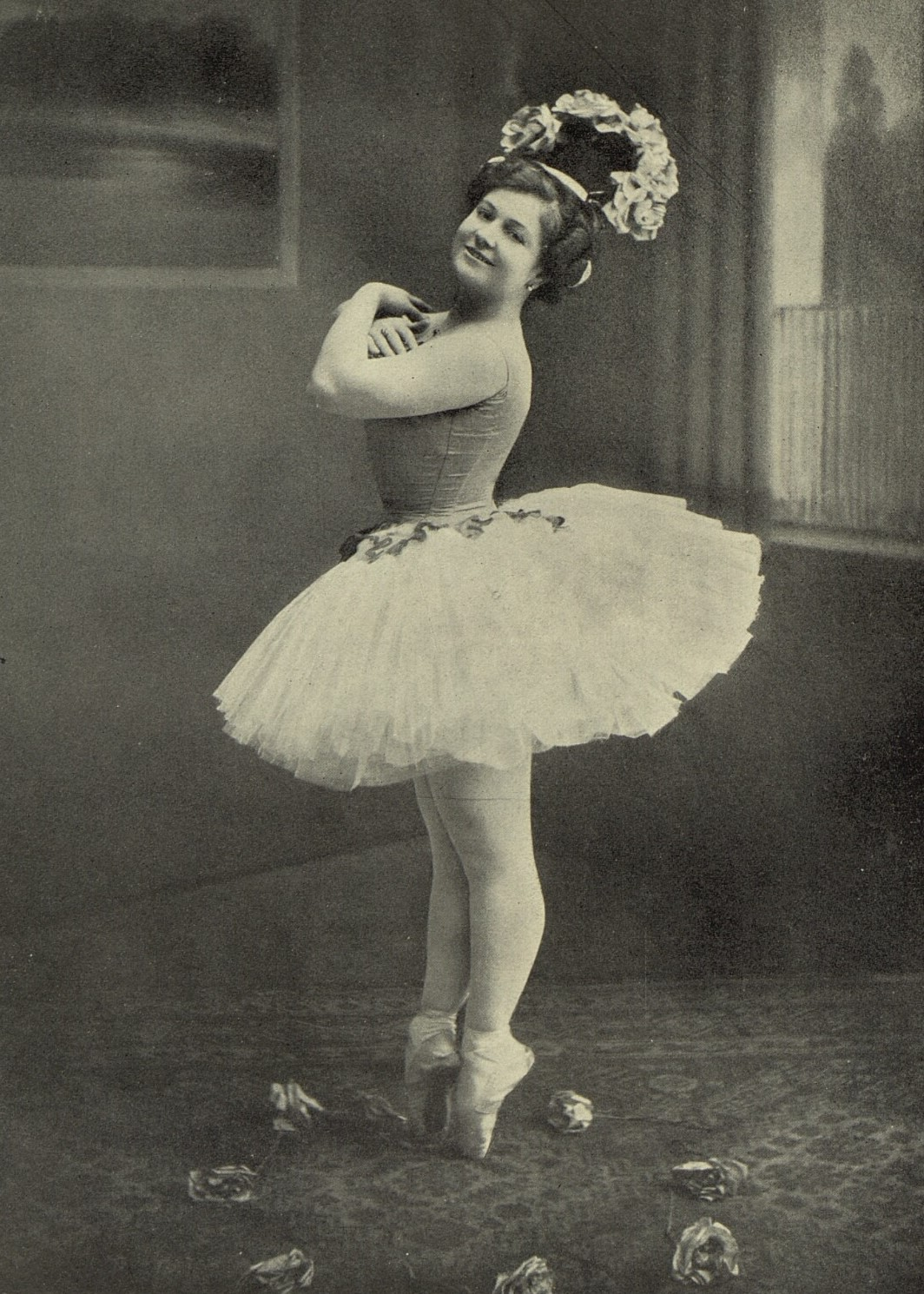
Primabalerina Anna Korecká (1911)

Anna Korecká (18. února 1880 Praha – 10. května 1938 Praha) byla česká tanečnice, sólistka baletu Národního divadla v Praze. Roku 1909 se stala první českou primabalerínou tohoto tanečního souboru a první primabalerínou českého původu vůbec.

## Život

### Mládí
Narodila se roku 1880 v Praze v rodině stolařského pomocníka Františka Koreckého (1842–1909) a jeho manželky Rosalie, rozené Hožnounkové (* 1840). Měla tři sestry.
Od dětství (od roku 1891) se objevovala v dětských tanečních sborech a malých rolích na scéně Národního divadla. Tanec studovala u tanečního mistra Augustina Bergera, roku 1899 se stala členkou baletního souboru Národního divadla. V následujících sezónách ji choreograf souboru Achille Viscusi svěřil několik titulních rolí. Tanečně účinkovala též ve velkých výpravách operet a oper.

### Primabalerína
Role Zlatovlásky v baletu Oskara Nedbala Z pohádky do pohádky Korecké výrazně dopomohla k získání titulu primabaleríny souboru, kterou si uchovala i po návratu Augustina Bergera jako choreografa souboru. O dva roky později, roku 1914, odešla do důchodu. Není jasné, zda ze zdravotních důvodů, či kvůli tlaku uvolnit místo pro hostující italskou tanečnici Gaetanu Azzolini, která Koreckou v pozici primabaleríny vystřídala. Roku 1921 ještě hostovala ve Stavovském divadle v baletu Sylvia s hudbou Léa Délibese a Bergerovou choreografií, ale inscenace nebyla příliš úspěšná. V témže roce vystoupila i v baletu Coppélia téhož autora, dle dobového tisku „s pozoruhodným úspěchem“. Nadále pak vystupovala v rámci komorních tanečních produkcí.

### Úmrtí
Anna Korecká zemřela 10. května 1938 v Praze a byla pohřbena na Olšanských hřbitovech.

## Titulní role (výběr)
- Sylvie, Sylvie (1902)
- Svanilda, Coppélie (1906)
- Milena (Odetta), Labutí jezero (1907)
- Zlatovláska, Z pohádky do pohádky (1909)

## Galerie

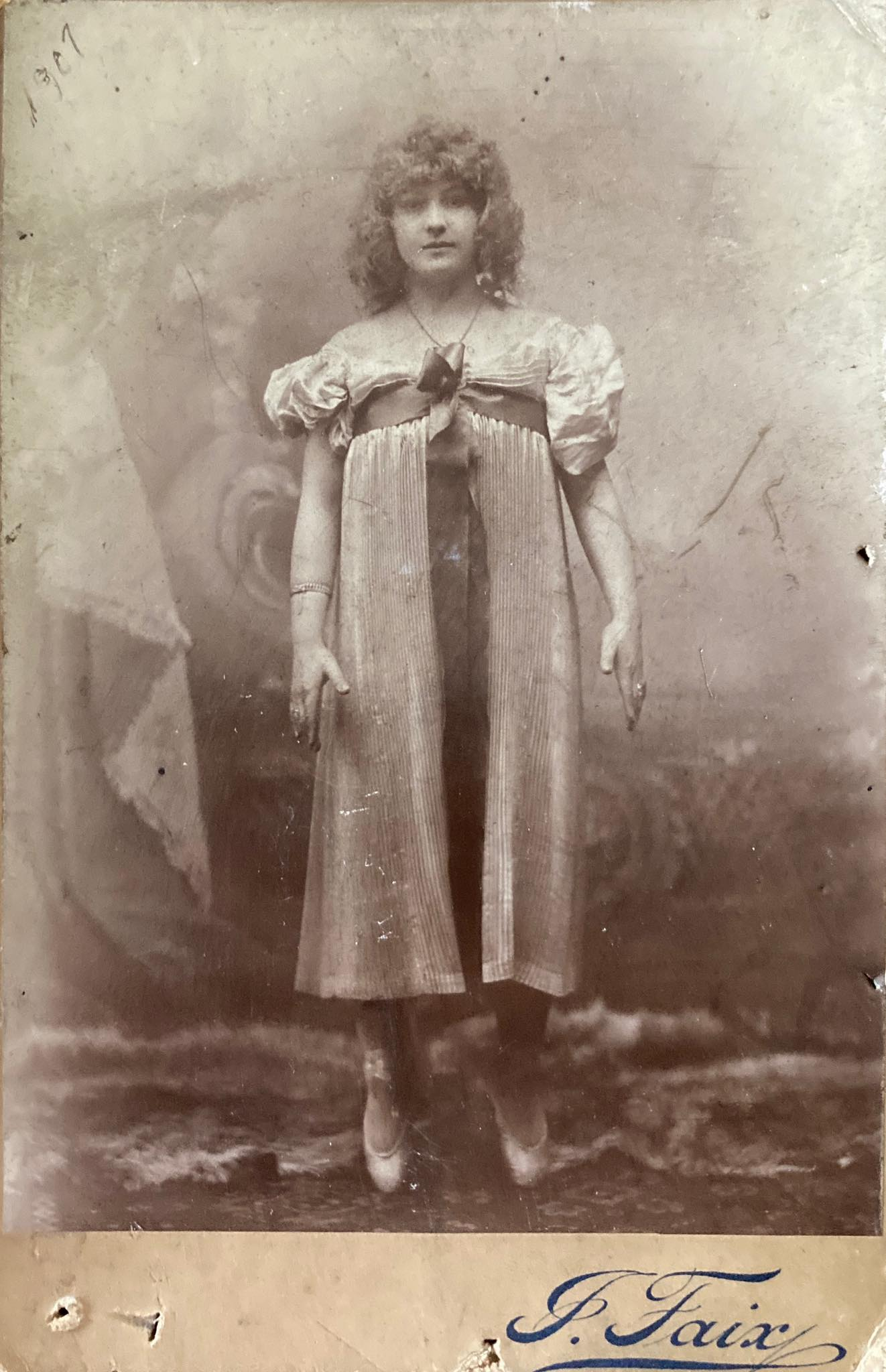
Anna Korecká - primabalerína Národního Divadla, rok 1907
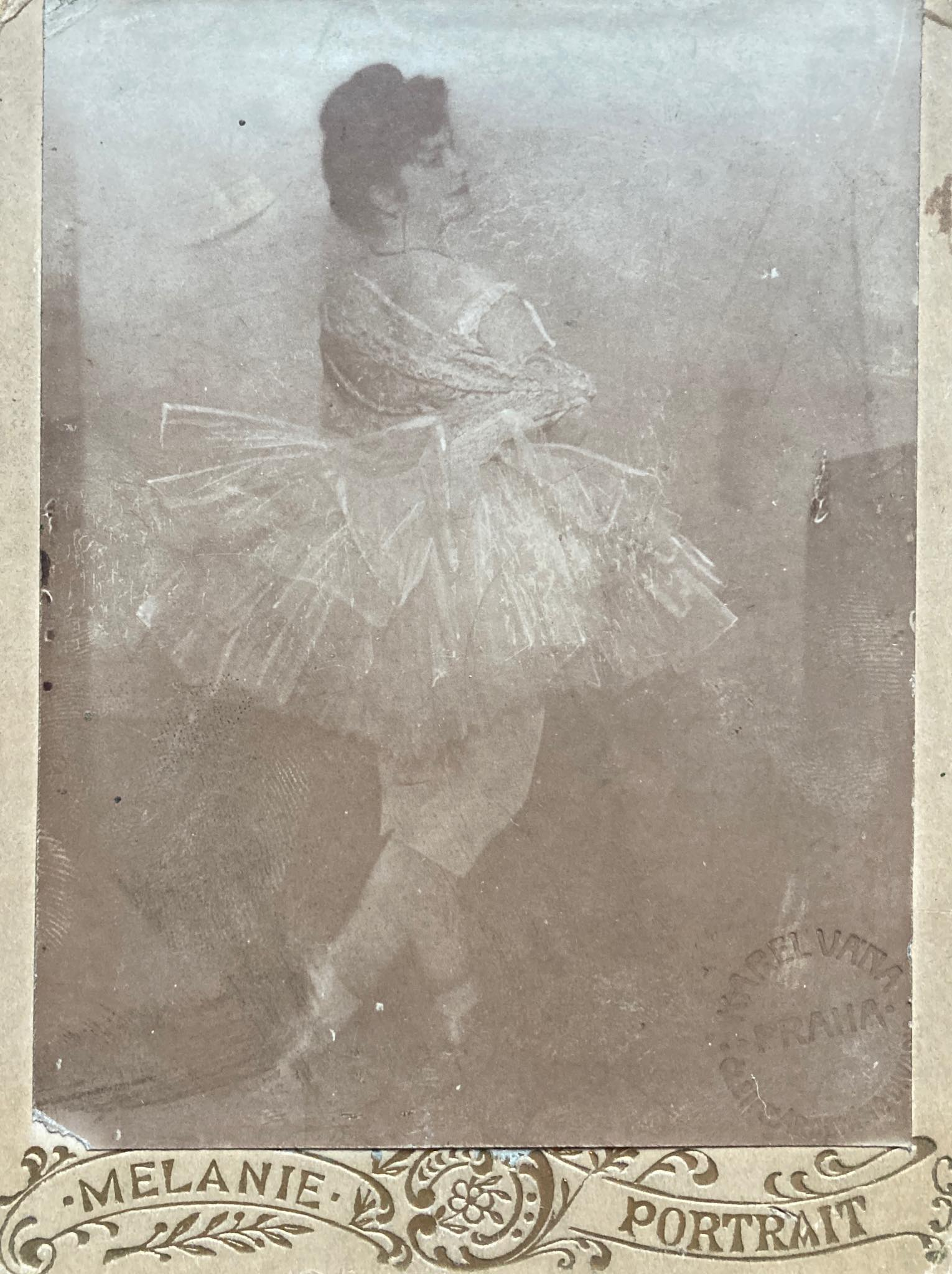
Anna Korecká